# Le Concours Interstellaire de la Chanson
Le Concours Interstellaire de la Chanson (The Interstellar Song Contest) est le sixième épisode de la saison 2 de la série télévisée britannique Doctor Who, diffusé le 17 mai 2025 sur BBC One et Disney+.
Le concept de l'épisode est directement inspiré de l'Eurovision, la 69e édition du concours étant diffusé la même journée. Rylan Clark et Graham Norton, tous deux commentateurs de l'Eurovision au Royaume-Uni pour la BBC, apparaissent dans leurs propres rôles.
Il a également été révélé que cet épisode a été le plus coûteux à produire de toute la série.

## Distribution
- Ncuti Gatwa (VFB : Maxime Van Santfoort) : Quinzième Docteur
- Varada Sethu (VFB : Fanny Dreiss) : Belinda Chandra
- Julie Dray (VFB : Nathalie Hugo) : Sabine
- Rylan Clark (VFB : Mattéo Marchese) : Lui-même[3]
- Imogen Kingsley Smith : Participante
- Kiruna Stamell (VFB : Colette Sodoyez) : Nina Maxwell
- Iona Anderson (VFB : Laure Nicodeme) : Wynn Aura-Kin
- Anita Dobson (VFB : Myriam Thyrion) : Mrs Flood / La Rani
- Charlie Condou (VFB : Michel Collige) : Gary Gabbastone
- Kadiff Kirwan (VFB : Frédéric Haugness) : Mike Gabbastone
- Freddie Fox[4] (VFB : Pierre Le Bec) : Kid
- Miriam-Teak Lee (VFB : Berthe Tanwo) : Cora St Bavier
- Akemnji Ndifornyen (VFB : Emmanuel Dell'Erba) : Len Kazah
- Christina Rotondo : Liz Lizardine
- Graham Norton (VFB : Pedro Romero) : Lui-même[5]
- Abdul Seesay (VFB : Michael Parys) : Jeddy Kine
- Carole Ann Ford (VFB : Nicole Shirer): Susan Foreman
- Archie Panjabi (VFB : Karin Leclercq): La Rani

## Accroche
La quête du Docteur pour ramener Belinda sur Terre les emmène sur une station spatiale accueillant le fameux concours interstellaire de la chanson. Mais une nuit innocente d'amusement devient rapidement une bataille pour survivre.

## Résumé
Le TARDIS emmène le Docteur et Belinda en 2925, à bord de la station spatiale Harmony Area qui accueille le Concours Interstellaire de la Chanson. Intrigué de voir un Rylan Clark préservé par cryogénie, le duo décide de regarder le concours depuis des loges VIP, sans savoir que Mrs Flood est dans le public en train de les observer. Alors que la diffusion en direct commence, la salle de contrôle est prise d'assaut par deux Hellions, Kid et Wynn, qui remplacent le direct par une retransmission de la répétition générale avant de désactiver la bouclier d'oxygène protégeant la station. Le Docteur, le TARDIS et des centaines de milliers de spectateurs sont aspirés dans le vide spatial tandis que Belinda échappe in extremis à la catastrophe depuis sa loge.
Alors que les autres victimes commencent à congeler dans l'espace, le Docteur aperçoit des visions de sa petite-fille Susan Foreman et se remet sur pieds. Il utilise un canon à confettis pour se propulser en direction de la station puis s’évanouit. Il est réanimé par un infirmier, Mike, accompagné de son mari, Gary, un technicien. Cherchant des réponses, le Docteur demande de l'aide au couple pour hacker le système de l'Harmony Arena via son musée que Gary a construit. Au même moment, Belinda réussi à sortir de sa loge et rejoint la participante Cora Saint Bavier et son assistant qui tente de hacker le système de la station depuis un terminal. Ils finissent par entendre Kid et découvrent au passage que le Docteur a survécu, mais Belinda est surprise par le ton violent du Docteur. Belinda découvre que Cora connaît Wynn, étant elle-même une Hellion ayant subi une mutilation pour cacher ses cornes, signe distinctif des Hellions.
Kid explique qu'il veut se venger de la Corporation, principal sponsor du concours, qui a détruit et exploité les resources naturelles de sa planète Hellia, poussant son peuple, devenu réfugié, à être victime de discrimination et de xénophobie. Pour se faire, Kid compte tuer tous les téléspectateurs avec une Onde Delta, une puissante arme sonique visant le cerveau. Le Docteur réussit à duper Kid via un hologramme contrôlé par Gary, lui permettant d'atteindre la salle de diffusion pour mettre au fin au plan de Kid. Enragé à l'idée de la mort potentielle de milliards d'individus, et pensant que Belinda est morte, le Docteur commence à torturer Kid avant d'être interrompu par l'arrivée de Belinda et Cora, le ramenant à la raison. Alors que Kid et Wynn sont arrêtés, ils reprochent à Cora d'avoir fui son héritage. Épaulé par Mike et Gary, le Docteur ramène l'audience flottant dans l'espace à l'aide d'hologrammes et les réanime en utilisant la capsule cryogénique de Rylan.
Alors que le concours reprend, Cora performe une chanson non-prévue à la mémoire d'Hellia. Sa chanson, entrecoupée d'images de la destruction de la planète, reçoit une ovation du public. Le TARDIS est récupéré depuis un astéroïde et le Docteur et Belinda tombent sur un hologramme de Graham Norton qui révèle que la Terre a été détruite le 24 mai 2025, le jour où Belinda fut capturée par les Missbelindachandrarobots. Le Docteur utilise les données du Vindicateur pour retourner sur Terre à la date fatidique, sans sembler y parvenir. La cloche du cloître sonne, indiquant un énorme danger, quelques secondes avant que les portes du TARDIS volent en éclat.
Une scène au milieu du générique de fin montre Mike et Gary réanimant la dernière rescapée, Mrs. Flood. Blessée par son exposition à l'espace, Mrs. Flood explique qu'elle possède plus d'un tour dans son sac en tant que seigneur du temps, et commence à se régénérer. Ils assistent alors à une bi-génération, créant deux femmes distinctes se révélant être la Rani. Les deux Ranis partent et utilisent les données du Vindicateur récoltées par le Docteur pour s'en servir.

## Continuité
- Sabine, la co-présentatrice, mentionne les Zygons, une espèce très connue de la série, notamment pour être apparue dans La Terreur des Zygons (1975), Le Jour du Docteur (2013) ou encore Vérité ou Conséquences, première et deuxième partie (2015).
- Le personnage de Liz Lizardine est interprété par l'actrice Christina Rotondo, qui avait déjà prêté sa voix pour la chanson des Gobelins dans le spécial Noël 2023 L'église de Ruby Road.
- Kid et Wynn veulent utiliser une Onde Delta, chose que le Neuvième Docteur a voulu utiliser dans l'épisode À la croisée des chemins (2005) face aux Daleks et à l'Empereur des Daleks.
- L'épisode voit le retour de Susan Foreman, petite-fille du Docteur apparue au cours de la série classique. Elle était présente au cours du tout premier arc de la série nommé An Unearthly Child (1963) et était restée avec le Docteur jusqu'à l'arc The Dalek Invasion of Earth (1965). Elle refait, néanmoins, quelques apparitions dans la série, notamment dans le spécial 20e anniversaire The Five Doctors (1983) et le spécial 30e anniversaire, non-canon, Dimensions in Time (1993) de la série.
- L'épisode voit également le retour de la Rani, némésis féminin du Docteur, apparue uniquement dans la série classique dans les arcs The Mark of the Rani (1985) et Time and the Rani (1987), mais aussi dans le spécial 30e anniversaire, non-canon, Dimensions in Time (1993).
- Cet épisode marque la 10e apparition de Mrs Flood depuis L'église de Ruby Road (2023), or son identité était inconnue jusqu'à cet épisode.